# Hilkka (cràter)
Hilkka és un cràter d'impacte en el planeta Venus de 10,3 km de diàmetre. Porta el nom d'un antropònim finès, i el seu nom va ser aprovat per la Unió Astronòmica Internacional el 1997.